# Jaqaru
El jaqaru ([xaˈqaɾu]) és un idioma inclòs entre les llengües aimara, a la qual també pertanyen l'aimara i el kawki. Es parla en les comunitats originàries d'Aiza, Colca i Tupe (districte de Tupe) a la província de Yauyos, a la regió de Lima, República del Perú.

## Breu perfil
És emparentat amb la llengua aimara. És poc documentat i té un nombre reduït d'usuaris; la majoria d'ells, bilingües. La major part dels seus parlants són dones. Segons el cens peruà del 2017 tenia 448 parlants d'un total de 533 jaquarus.

## Descripció lingüística
El jaqaru és una llengua aglutinant, de tipus nominativo-acusatiu i amb nucli final amb ordre predominant SOV i postposicional.

### Fonologia
L'inventari consonàntic del jaqaru ve donat per:
|           |           | Labial | Alveolar | Post- Alveolar | Retrof. | Velar | Uvular |
| --------- | --------- | ------ | -------- | -------------- | ------- | ----- | ------ |
| oclusiva  | sorda     | p      | t        | tʲ             |         | k     | q      |
| oclusiva  | ejectiva  | pʼ     | tʼ       | tʲʼ            |         | kʼ    | qʼ     |
| oclusiva  | aspirada  | pʰ     | tʰ       | tʲʰ            |         | kʰ    | qʰ     |
| africada  | sorda     |        | c        | č              | č̣       |       |        |
| africada  | ejectiva  |        | cʼ       | čʼ             | č̣ʼ      |       |        |
| africada  | aspirada  |        | cʰ       | čʰ             | č̣ʰ      |       |        |
| fricativa | fricativa |        | s        |                | š       | h (x) |        |
| nasal     | nasal     | m      | n        | ñ              |         | ŋ     |        |
| sonorant  | lateral   |        | l        | ʎ              |         |       |        |
| sonorant  | ròtica    |        | ɾ        |                |         |       |        |
| sonorant  | semivocal | w      |          | i              |         |       |        |

L'inventari vocàlic distingeix tres timbres /i,a,o/ i dos graus de quantitat o longitud (breu / ultrabreus en Hardman, llargues /breus en Cerrón Palomino).

### Gramàtica
En el jaqaru, existeixen partícules d'inventari tancat que apareixen, amb freqüència, sense sufixs (a diferència de les categories lèxiques, on és molt rara l'aparició d'una arrel aïllada). Es troben en aquesta última classe les salutacions, les negacions i les fórmules especials (per exemple, elements equivalents a "tal vegada"). Així mateix, presenta paraules categoremàtiques, que funcionen com pronoms. No existeixen en la llengua paraules morfemàtiques; és a dir, no hi ha articles, preposicions o conjuncions; les funcions corresponents a aquestes paraules s'expressen mitjançant sufixos.
La gramàtica del jacaru presenta diferències importants respecte a de la del castellà.

## Descripció cultural
El jaqaru no s'ha eximit del contacte amb el castellà. Els jaqaru parlants han pres alguns préstecs d'aquella llengua adaptant-los als seus patrons configuracionales, com és el cas de uwija “ovella”, litxi “llet”, jáwasha “faves” i kisu “formatge”.